# Stephanie Gil
Stephanie Gil es una actriz española de televisión, cine y teatro. Con tan sólo 14 años estrena en agosto de 2020, como protagonista, la película internacional Fátima dirigida por Marco Pontecorvo. 
Es conocida por su interpretación de Laura en el largometraje El mejor verano de mi vida dirigido por Dani de la Orden. El 13 de septiembre de 2019 se estrenó Sordo, dirigida por Alfonso Cortés-Cavanillas, donde interpreta a Carmen. Además, ha participado en proyectos internacionales como Terminator: Dark Fate, en 2019, y la serie de la BBC, The Salisbury Poisonings, en 2020.

## Filmografía
| Cine y televisión | Cine y televisión                     | Cine y televisión  | Cine y televisión |
| Año               | Título                                | Personaje          |                   |
| ----------------- | ------------------------------------- | ------------------ | ----------------- |
| 2016-2018         | Centro médico                         | Marta / Julia Abad |                   |
| 2017              | El Ministerio del Tiempo              | Amelia niña        |                   |
| 2017              | Still Star-Crossed                    | Urchin             |                   |
| 2018              | El mejor verano de mi vida            | Laura              |                   |
| 2019              | Sordo                                 | Carmen             |                   |
| 2019              | Terminator: Dark Fate                 | Grace (joven)      |                   |
| 2020              | Fátima                                | Lucía dos Santos   |                   |
| 2021              | Lamento                               | EVA                |                   |
| 2023              | Camino a Belén                        | Rebeca             |                   |
| 2025              | Física o química: La nueva generación | Silvia             |                   |